# 2000 au Nunavut
Chronologie du Nunavut
- 1996
- 1997
- 1998
- 1999
- 2000
- 2001
- 2002
- 2003
- 2004

Cette page concerne des événements d'actualité qui se sont produits durant l'année 2000 dans le territoire canadien du Nunavut.

## Politique
- Premier ministre : Paul Okalik
- Commissaire : Helen Maksagak (en) (jusqu'au 1er avril) puis Peter Irniq (en)
- Législature : 1er législature (en)

## Événements
- Août : Levi Barnabas (en) quitte ses fonctions du Président de l'Assemblée législative du Nunavut (en) et député de Quttiktuq, après avoir été reconnu coupable d'agression sexuelle[1]. Il annonce qui va se présente à l'élection partielle afin de se faire réélire. Le député d'Arviat Kevin O'Brien (en) s'occupe la présidence, ce qui devient le deuxième.
- 27 novembre : Le PLC de Jean Chrétien remporte l'élection fédérale et formera un gouvernement majoritaire. Dans la circonscription du territoire du Nunavut, la libérale Nancy Karetak-Lindell est réélu pour un deuxième mandat avec 69,01 % du vote, contre la néo-démocrate Palluq Susan Enuaraq avec 18,26 % du vote, Mike Sherman du progressiste-conservateur avec 8,20 % du vote et Brian Robert Jones du Parti vert avec 4,52 % du vote. C'est la première élection fédérale de cette circonscription depuis la création de ce territoire.
- 4 décembre : Rebekah Williams (en) remporte l'élection partielle de Quttiktuq, qu'elle défaite le député sortant Levi Barnabas (en) à la suite de son accusation d'agression sexuelle.

## Naissances
- 11 janvier : Sadie Pinksen (en), joueuse de curling.

## Décès
- Mars : Ipeelee Kilabuk (en), député du Central-Baffin (1975-1979) et Baffin-Central (1980-1983, 1987-1991) de l'Assemblée législative des Territoires du Nord-Ouest.